# サッポロファクトリー
サッポロファクトリー (SAPPORO FACTORY) は、札幌市中央区に所在する複合商業施設である。

## 概要
1876年（明治9年）創業の「開拓使麦酒醸造所」跡地であり、サッポロビールの「札幌第一工場」（札幌第1製造所）として1989年（平成元年）までビールを生産していたエリアを再開発した複合商業施設。高さ39 m、幅34 m、全長84 mある全天候型のアトリウムを中心にショッピングモール、アミューズメント施設、レストラン、フィットネスクラブ、ホテルなどの施設があり、それぞれの建物は連絡通路で接続している。北3条通に面するレンガ造の旧工場施設3棟を再活用しつつその他の新築施設も赤レンガと調和する形のデザインとし、また隣接する永山記念公園との連続性を持たせた開発とした。アトリウム東側には企業神社の「構内札幌神社」がある。屋内外にイベントスペースを設けており、様々なイベントを開催している。11月上旬から12月下旬までアトリウムに十勝の広尾町から運んできた巨大なクリスマスツリーを飾っている。
冬の長い北国での巨大空間施設として省エネルギー対策を導入した建築になっており、天然ガスを利用したコジェネレーションによって館内で使用する電気を発電し、その際に発生する排熱を冷暖房や給湯、ロードヒーティングに有効利用している。『第6回札幌市都市景観賞』、「サッポロフロンティアタウンズ／サッポロファクトリー&ポプラ館」として『第35回BCS賞』、「サッポロファクトリーアトリウム」が『第6回省エネルギー建築賞』を受賞している。
第3駐車場を閉鎖して新たな商業施設を建設しているほか、創成川東での再開発事業の1つ「北4東6周辺地区」では地区内のマンション「ザ・タワーズフロンティア札幌」や札幌市中央体育館（北ガスアリーナ札幌46）などと3条館を空中歩廊で結ぶ構造となっている。
名称はビール工場の跡地であった事を記念するとともに、市民生活の工房となる事を目指すものとしており、開業初期は「生活工房」を施設名に冠しており、施設構成も食品店や飲食店の「フードファクトリー」・生活雑貨や衣料品などの「デザインファクトリー」・文化教室やイベントホールなどの「カルチャーファクトリー」・サッポロビールのオフィスや管理施設の「オフィスファクトリー」・スポーツジムや温浴施設の「ヘルスファクトリー」やキャッシュレスカード事業等の「コミュニケーションファクトリー」とファクトリーを付けた分類としており、廃部品を床に埋め込むなど全体が工場をイメージした内装になっていた。しかし、度重なる改装により当初のテーマ性は薄れていき、現在では改装されていない吹き抜けや階段などを除いてごく普通のショッピングモールと変わらない内装となっている。

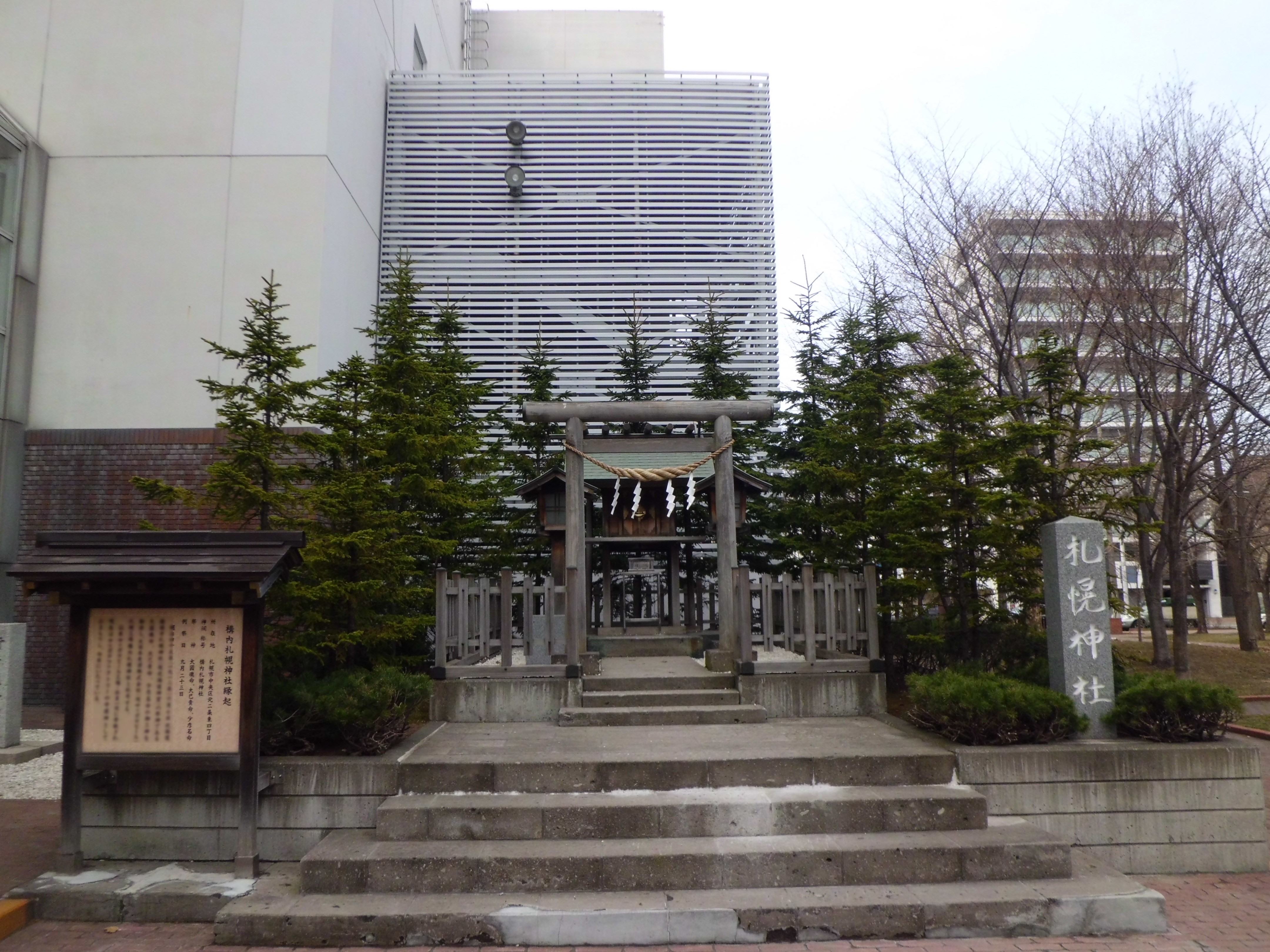
構内札幌神社（2015年4月）

## 沿革
開業当初は、現在の「ローソン・ユナイテッドシネマ札幌」が入居している建物のみを一条館、「ペットランドプラス」などが入居している建物を二条南館、現在の2条館を二条北館と呼称していた。
- 1983年（昭和58年）：サッポロビール札幌第一工場の恵庭市戸磯恵南工業団地への移転を決定、その後たくぎん総合研究所の協力の元再開発基礎調査を実施[5]。
- 1985年（昭和60年）：サッポロビール社内に再開発プロジェクトチームを設置[5]。
- 1988年（昭和63年）：「サッポロファクトリー」計画を発表[21]。
- 1990年（平成2年）11月14日：着工[22][2][23]。
- 1991年（平成3年）2月︰温泉掘削に成功[24]。
- 1993年（平成05年）4月9日：「生活工房・サッポロファクトリー」開業[25]。217区画137店舗が入居[2]。
- 1997年（平成9年）：大型リニューアル実施、アトリウム内の池の撤去や回遊通路の設置、店内通路の拡幅や導線の改善などを実施[26]
- 2006年（平成18年）
  - 4月︰新館「北1条新館」着工[27]
  - 9月23日︰北1条新館の名称を「フロンティア館」に決定[28]。
  - 11月2日：フロンティア館営業開始[29]。これに伴い、二条南館を一条館に統合し、二条北館を二条館と改称。
- 2007年（平成19年）：「サッポロ都市開発」設立[25]。
- 2014年（平成26年）：「サッポロ不動産開発」がサッポロ都市開発を吸収合併[25]。
- 2019年（平成31年）：北4東6周辺地区のザ・タワーズフロンティア札幌や札幌市中央体育館との空中歩廊が完成[30]。

## 施設

### 1条館
北海道ガスのショールーム「SAGATIK」（2階）、ペットショップのペットランド(1階)、クライミングジム、シネマコンプレックス(後述・2階)、ゲームセンターのナムコ(2階)、100円ショップのセリア(2階)、複合カフェなどが集まっており、芸能事務所の「吉本興業札幌支社」が入居している。かつては日産自動車のショールーム、北海道電力のショールーム「マドレ」があった。

#### ローソン・ユナイテッドシネマ札幌
ローソン・ユナイテッドシネマ札幌（ローソン・ユナイテッドシネマさっぽろ）は、サッポロファクトリー1条館の2階 - 4階部分に入居しているシネマコンプレックス（映画館）。
サッポロファクトリーが誕生した1993年（平成5年）4月9日に、IMAX映画専門館『サッポロアイマックスシアター』（IMAX 15/70導入）としてオープンしたのが始まりである。スクリーンサイズは縦20m・横27mであった。
その後1998年（平成10年）、アイマックスシアターを含む施設内を改修し、更に10スクリーンを加えたシネマコンプレックスとして、UCIジャパンと藤田商店の共同出資による『パラマウント・ユニバーサルシネマ11』としてグランドオープン。アイマックスシアターは同シネコン内のスクリーン11として引き続きIMAX映画を上映し続けたが、次第に制作本数が減少した結果、2000年代以降は他の10スクリーンと同様の封切映画を上映するようになる。
開館1年後の1999年（平成11年）にUCIジャパンが解散し、同年10月に現法人となるユナイテッド・シネマ株式会社が設立。その後世紀をまたいだ2003年（平成15年）3月6日、札幌ステラプレイス内に札幌シネマフロンティアがオープンし、市中心部にあった既存館が相次いで閉館すると、2004年（平成16年）1月1日にパラマウント・ユニバーサルシネマ11は『ユナイテッド・シネマ札幌』に館名変更した。
2010年（平成22年）11月19日、スクリーン11をIMAXデジタルシアターとしてリニューアル。更に2012年夏には全スクリーンをデジタルシネマ化した。
2013年（平成25年）6月1日にユナイテッド・シネマがシネプレックスを吸収合併したことにより、旭川市にあるシネプレックス旭川（旭川パワーズ内）がユナイテッド・シネマの運営となり、道内のユナイテッド・シネマ直営館は2サイトに増えた。2015年（平成27年）7月20日にはスクリーン1を4DXシアターに改修。また令和改元後の2019年（令和元年）11月8日にはIMAXレーザーを導入すると共に、各スクリーンのシートを新調した。
2020年（令和2年）年明けから新型コロナウイルス感染症が世界的に流行し始めると、北海道知事の鈴木直道による緊急事態宣言を受けて、同年2月29日と3月1日に臨時休業を余儀なくされた。その後国が発した緊急事態宣言により同年4月から5月31日まで臨時休業の措置が取られている。
2023年（令和5年）11月30日、ススキノラフィラ跡地に大型商業施設のCOCONO SUSUKINOがオープンし、同施設内にTOHOシネマズすすきのがオープンすると、同年12月15日、ユナイテッド・シネマ札幌はスクリーン6をScreenXシアターにリニューアル。それから3ヵ月後の2024年（令和6年）3月1日付でユナイテッド・シネマ株式会社が『ローソン・ユナイテッドシネマ株式会社』に社名変更したことにより、同年12月20日封切の「ライオン・キング:ムファサ」（バリー・ジェンキンス監督）から『ローソン・ユナイテッドシネマ札幌』に館名変更した。北海道内のシネコンで屋号を2回変更したサイトは当館が初である。先述のシネプレックス旭川も2025年度中にローソン・ユナイテッドシネマへの屋号変更を予定している。
| シアターNo. | 収容人数 （2023年12月時点）   | 備考                              |
| ----------- | ----------------------------- | --------------------------------- |
| 1           | 96人                          | 4DXデジタルシアター               |
| 2           | 201人                         |                                   |
| 3           | 178人                         |                                   |
| 4           | 310人                         | デジタル3Dシネマ                  |
| 5           | 190人                         |                                   |
| 6           | 245人                         | ScreenX                           |
| 7           | 176人                         |                                   |
| 8           | 153人                         | デジタル3Dシネマ                  |
| 9           | 286人                         |                                   |
| 10          | 183人                         |                                   |
| 11          | 2D・IMAX/338人 3D・IMAX/304人 | IMAXデジタルシアター IMAXレーザー |

### 2条館

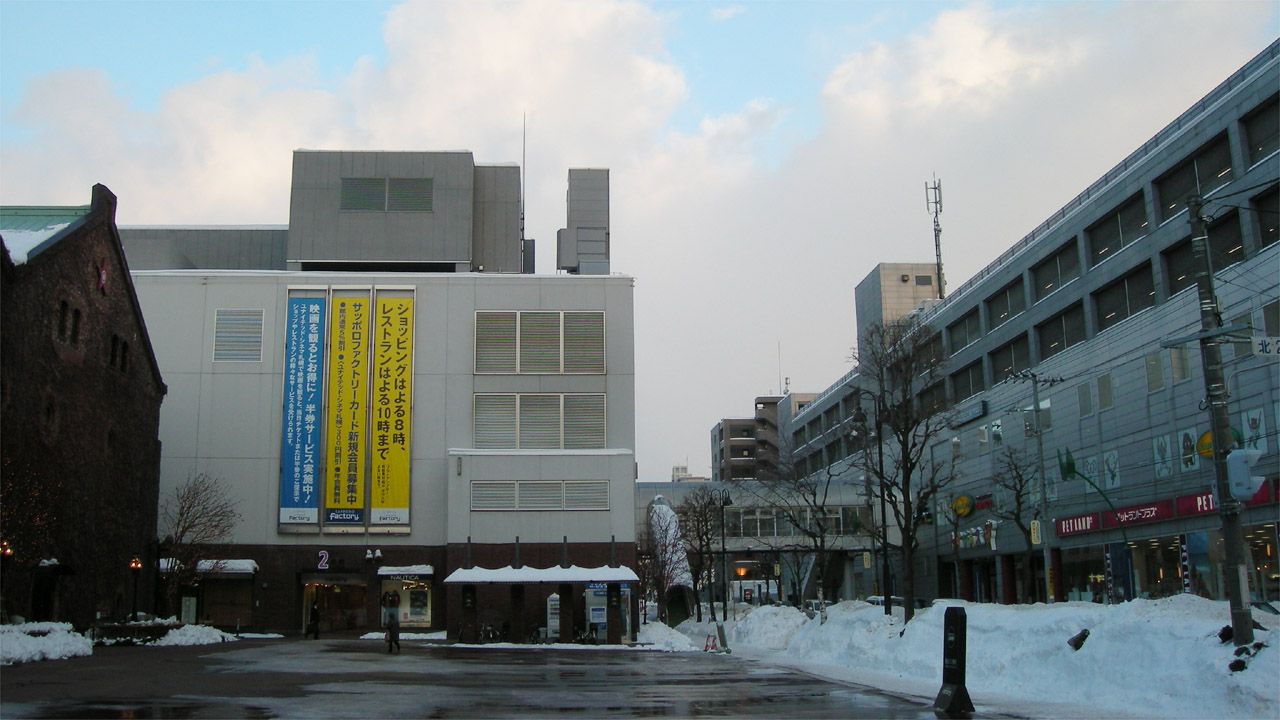
2条館（左）と1条館（右）（2008年1月）

札幌市内随一のアウトドア&スポーツのショップはじめ、ファッション、生活雑貨、レストランなどの店舗が並ぶファッション館。4階にはショールーム、医療モール、市税事務所（札幌市中央市税事務所）がある。
かつては温泉施設の「サッポロスプリングス」があり、ガラス越しにアトリウムを見下ろせる部分もあった。運営会社の変更に伴い「ワンデイスパサッポロファクトリー店」、「温泉リゾート サリア」と改称していったが、2009年（平成21年）2月1日に営業終了した。また、マイセンの名品を集めた「札幌マイセン美術館」があった。
開業当初はマイカル北海道が運営する雑貨店「サッポロファクトリーサティ住まいと暮らし館」、丸井今井の飲食街、三越の飲食街もあったが、早々に撤退している。

### 3条館
インテリア、生活雑貨、ファッションなどのショップやレストランを展開しているほか、1階には北洋銀行苗穂・札幌東支店、サッポロファクトリー内郵便局、セブン-イレブンも入居し、館内にはオフィスなどもある。

### フロンティア館
スーパーマーケットの東光ストア(1階)やドラッグストアのサツドラ(2階)など生活に密着した店舗をはじめ、インテリアや雑貨ショップ、カフェなどがある。また、「サッポロビール北海道本社・北海道本部」、「在札ドイツ連邦共和国名誉領事事務所」が入居している。

### アトリウム
2条館と3条館を繋いでいるアトリウムは、サッポロファクトリーのシンボル的存在になっている。アトリウム内には1年中緑に包まれた開放感のある屋内庭園が広がって憩いの場になっているほか、様々なイベントの会場に利用している。アトリウムの地下一階部分にはかつて月の池や水路、花壇、木などが存在したが、数度の改装を経て撤去された。

### レンガ館

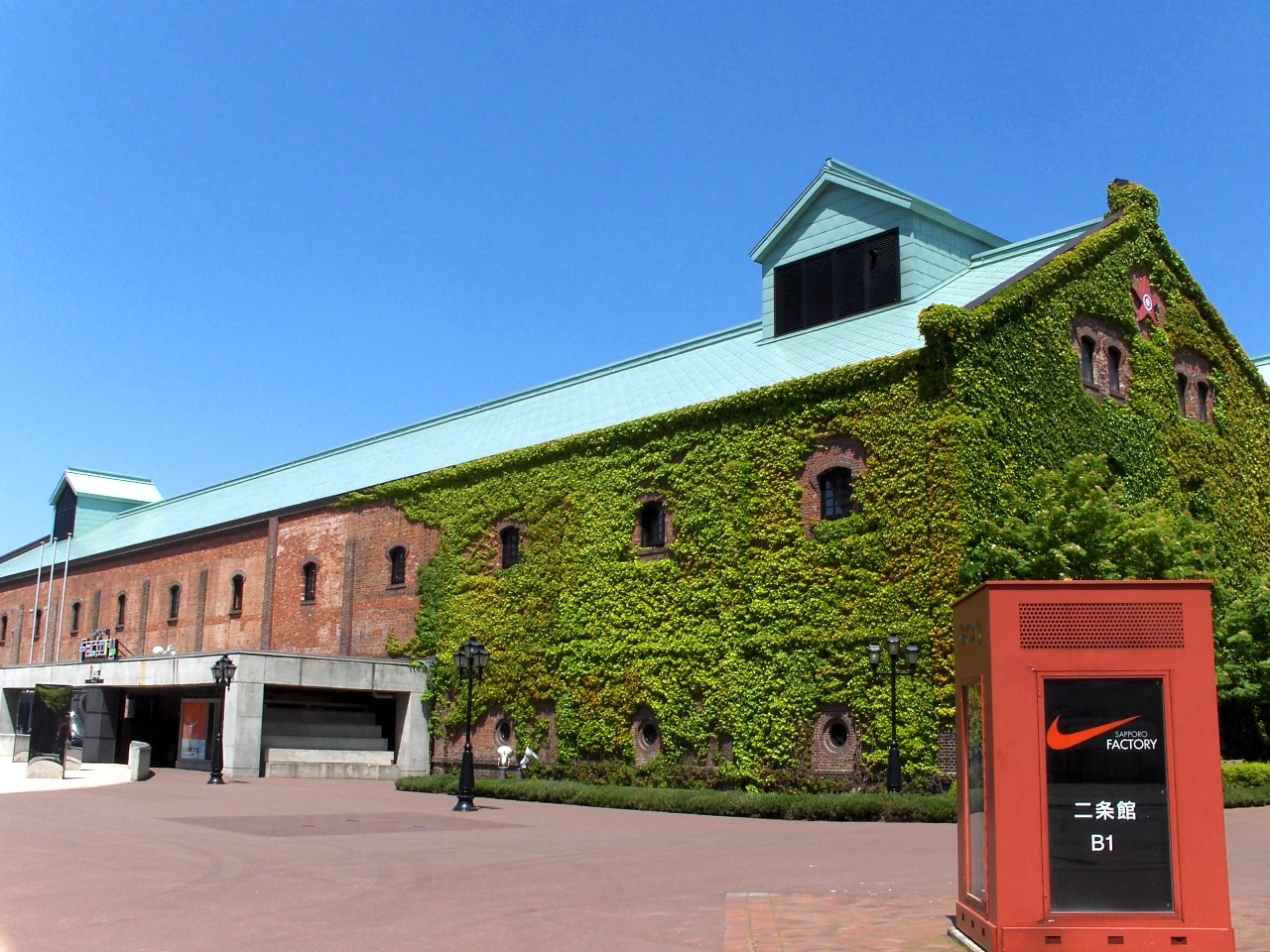
レンガ館（2007年）

北海道内の作家が手がけるアート・クラフトの店舗や工芸品、工芸雑貨の店舗などがあったほか、サッポロビールの歴史を知ることができる施設、地ビールの販売施設や貯酒タンクを配置していたトンネルを改修したビアホールもある。また、芸能事務所の「テアトルアカデミー札幌校」が入居していた。「旧札幌麦酒会社工場」として『さっぽろ・ふるさと文化百選』に選定されている。かつては天体博物館の「天体工場」、「ミニワールドミュージアム」、「札幌市写真ライブラリー」があった。なおレンガ館は耐震工事のため2021年(令和3年)10月1日から閉鎖中。ただし札幌開拓使麦酒醸造所については賣捌所を除き見学できる。

### 西館
ホテル、レストラン、多目的ホールがある。
かつては会員制フィットネスクラブもあったが、2023年3月に閉館。これにより、サッポロファクトリーから温浴施設が消滅した。スタッフの一部は札幌市東区のダンロップスポーツクラブ札幌に移籍した他、リニューアル後のホテル創成札幌 Mギャラリー内には宿泊者専用のフィットネスジムが設けられている。

#### ホテル創成札幌 Mギャラリー
ホテルクラビーサッポロとして開業、クラビーとは「愛想のいい、人付き合いのいい」といった意味がある。
2023年2月15日、サッポロ不動産開発はホテルクラビーサッポロを2023年4月10日に閉館し、改装後、2024年からフランスのアコーホテルズが運営するホテル創成札幌Mギャラリーとして開業することを発表、2024年1月30日に開業した。
- 客室
  - デラックスツイン (39.4 m²)
  - デラックスダブル (39.4 m²)
  - スーペリアツイン (39.4 m²)
  - スーペリアダブル (29.3 m²)
  - エグゼクティブ スーペリアダブル (29.3 m²)
  - エグゼクティブ デラックスツイン (39.4 m²)
  - トリプルルーム (39.4 m²)
  - ハマナススイート (58.0 m²)
- レストラン
- バー&ラウンジ
- ミーティングルーム
- フィットネスジム

#### サッポロファクトリーホール
- 1Fホール (578m²、天井高6 m)
- ロビー (71 m²)
- 倉庫 (52 m²)
- パントリー (22 m²)
- 荷捌室 (21 m²)
- 2Fキャットウォーク (162 m²、高さ3.5 m)
- 控室 (55 m²)
- B1トイレ

## アクセス・駐車場
- 北海道中央バス・ジェイ・アール北海道バス「サッポロファクトリー」バス停下車
- 札幌市営地下鉄東西線バスセンター前駅8番出口から徒歩約3分
- 札樽自動車道札幌北ICから車で約10分
- 道央自動車道札幌ICから車で約15分
- 駐車場
  - 第1駐車場（1条館・フロンティア館）
  - 第2駐車場（3条館地下駐車場）
  - 第4駐車場（北4条屋外駐車場）